# Parapercis colemani
Parapercis colemani är en fiskart som beskrevs av Randall och Francis, 1993. Parapercis colemani ingår i släktet Parapercis och familjen Pinguipedidae. Inga underarter finns listade i Catalogue of Life.